# David Navara
David Navara (Praga, 27 de març de 1985), és un jugador d'escacs txec, que té el títol de Gran Mestre des de 2002. Es va graduar en lògica a la Universitat Carolina de Praga.
A la llista d'Elo de la FIDE del gener de 2023, hi tenia un Elo de 2682 punts, cosa que en feia el jugador número 1 (en actiu) de la República Txeca, i el 54è millor jugador del rànquing mundial. El seu màxim Elo va ser de 2751 punts, a la llista de maig de 2015 (posició 14 al rànquing mundial).

## Biografia i resultats destacats en competició
La seva carrera va progressar molt ràpidament des del començament, amb entrenadors com Luděk Pachman o Vlastimil Jansa, i va guanyar diversos títols per edats en època juvenil. El 2001, als 16 anys, puntuà 7/9 al Campionat d'Europa per equips. Un any més tard, tres dies abans del seu 17è aniversari, va rebre el títol de Gran Mestre, i el 2003 va guanyar el torneig obert de Polanica Zdrój.
Essent el 14è jugador del rànquing inicial, acabà sisè al Campionat d'Europa individual de 2004 a Antalya amb 8½ punts (+5 −2 =5), amb unes taules contra l'eventual campió Vassil Ivantxuk.
Navara ha guanyat el Campionat de la República Txeca en cinc ocasions, els anys 2004, 2005, 2010 2012, i 2013.
A finals d'any, va participar en la Copa del món de 2005 a Khanti-Mansisk, un torneig classificatori per al cicle del Campionat del món de 2007, on tingué una mala actuació i fou eliminat en primera ronda per Predrag Nikolić.
Va tenir una molt destacada actuació a la XXXVII Olimpíada, 2006, on hi va fer 8.5 punts en 12 partides contra rivals de màxim nivell mundial.
Navara ha jugat diversos matxs a Praga, empatant contra Anatoli Kàrpov (+0 −0 =2) el 2005 i Borís Guélfand (+1 −1 =2) el 2006, i guanyant contra Nigel Short (+3 -0 =3) el 2007 i Serguei Movsessian (+1 -0 =5) el 2011.
El 2007 fou convidat per primer cop al supertorneig Tata Steel a Wijk aan Zee, on substituí Aleksandr Morozévitx. Navara, anomenat Navara Express per l'organització, va fer 6.5 punts de 13 partides (+3 −3 =7), incloses victòries contra Ruslan Ponomariov i Magnus Carlsen (i taules amb negres contra Kràmnik, Anand i Topàlov), i acabà en el 7è lloc final.
L'agost de 2007 Navara fou primer al gran Ordix Open amb una puntuació de 9.5/11, mercès al desempat progressiu. El setembre va jugar el torneig de Karlovy Vary, on hi fou 3r mig punt rere els guanyadors Ruslan Ponomariov i Serguei Movsesian. El mateix any va participar en el Campionat d'Europa per equips, on hi puntuà 6/9 al primer tauler de l'equip txec. El novembre de 2007 participà en la Copa del món, on fou eliminat en les partides de desempat per Serguei Rublevski a la segona ronda.
El 2007-2008 Navara va participar en el Torneo di Capodanno a Itàlia, on tingué una fluixa actuació, amb 3/8 (+1 -3 =4). Va participar també al torneig Grand Prix de Bakú de 2008, puntuant 5.5/13 (+2 -4 =7).
Entre l'agost i el setembre de 2011 participà en la Copa del món de 2011, a Khanti-Mansisk, un torneig del cicle classificatori pel Campionat del món de 2013, i hi tingué una molt bona actuació; avançà fins als quarts de final, quan fou eliminat per Aleksandr Grisxuk (1½-2½). El 2012, empatà al segon lloc a l'Obert de Reykjavik (el campió fou Fabiano Caruana).
L'agost de 2013 participà en la Copa del Món de 2013, on tingué una actuació regular, i arribà a la segona ronda, on fou eliminat per Jon Ludvig Hammer 1-3.
El 2014 empatà al segon lloc al campionat d'Europa individual, a Erevan, amb 8 punts d'11 partides, amb set jugadors més (el campió fou el rus Aleksandr Motiliov). Aquest resultat el va classificar per la Copa del Món de 2015. Aquest any guanyà per sisè cop el campionat de Txèquia.
El 2015 fou segon al campionat d'Europa individual, a Jerusalem (el campió fou Ievgueni Naier). El maig de 2015 fou per seté cop campió de Txèquia amb 7 punts de 9, amb un punt i mig per davant dels següents classificats Jiri Stocek i Vlastimil Babula.
El maig 2016 fou 3-5è (quart en el desempat) del Campionat d'Europa individual, a Đakovica (Kosovo), amb 8 punts d'11, els mateixos punts que Baadur Jobava i Francisco Vallejo Pons (el campió fou Ernesto Inàrkiev).
El febrer de 2020 va competir al Festival Internacional d'Escacs de Praga, un torneig round-robin de categoria XIX amb deu jugadors, i hi acabà novè, amb 4/9 (el campió fou Alireza Firouzja).
El 18 de desembre de 2022 Navara fou segon al Campionat d'Europa d'escacs ràpids amb una puntuació de 9 sobre 11 punts, per sota de Jaime Santos Latasa i per sobre de Daniel Fridman.

## Partides notables
A continuació hi ha un extracte d'un article de Lubomir Kavalek a The Washington Post de 3 d'agost de 2009:
A la següent partida, jugada a l'Obert d'Ordix, el Gran Mestre txec David Navara derrota l'antic jugador d'elit armeni GM Rafael Vaganian. Navara decideix provar un sacrifici poderós a la variant Tarrasch de la defensa francesa. Fou introduït al joc de torneigs fa més de 60 anys per l'australià Cecil Purdy, el primer Campió del món d'escacs per correspondència, i encara és ple de verí. Els problemes de Vaganian varen començar tot just després de perdre la batalla per l'única columna oberta, cosa que va permetre que el txec reclamés el dret a la victòria mercès al joc tàctic.
Navara-Vaganian
1.e4 e6 2.d4 d5 3.Cd2 c5 4.Cgf3 Cf6 5.e5 Cfd7 6.c3 Cc6 7.Ad3 Db6 8.0-0!? (Un prometedor sacrifici de peó que va posar-se de moda després de la partida Kortxnoi-Udovcic, Leningrad 1967.) 8...cxd4 9.cxd4 Cxd4 10.Cxd4 Dxd4 11.Cf3 Db6 12.Dc2 (l'elecció de Purdy. 12.Da4 Db4 13.Dc2 també s'havia jugat en el passat, però no hi ha necessitat de millorar la posició de la dama negra.) 12...h6 13.Ad2 (les blanques acaben el seu desenvolupament i estan preparades per ocupar la columna-c amb les seves peces pesants. Alguns jugadors prefereixen 13.Af4.) 13...Cc5?! (Encaminant-se cap a una perillosa clavada. Canviar els alfils amb 13...Ab4, provoca l'afebliment de les caselles negres després de 14.Axb4 Dxb4 15.a3 De7 16.Tac1 0-0 17.Dc7! amb una posició poc plaent.) 14.Ae3! (amenaçant de guanyar directament amb 15.Tac1. Les negres haurien de fer alguna cosa pel que fa a la clavada.) 14...Db4 (Una altra via per trencar la clavada és 14...Da5?!, però després de 15.b4! Dxb4 16.Tab1 Cxd3!? 17.Txb4 Cxb4 l'avantatge material de les blanques s'acabaria imposant a la llarga. La partida Zapolskis-Jorgensen, Dos Hermanas 2004, va continuar 14...Dd7 15.Tac1 Tc8 16.Dd2 Dd8 17.Ab1 Ae7 18.Cd4 a6 19.f4! i després de 19...f5 20.exf6 Axf6 21.Ag6+ Rf8 22.Txc5 Txc5 23.Cxe6+ Axe6 24.Axc5+ Ae7 25.Axe7+ Dxe7 26.f5 Af7 27.Tc1 Dd7 28.Df4 Axg6 29.fxg6+ Re8 30.De3+ De7 31.Tc8+ les negres abandonaren.) 15.Ae2 Ad7 16.Tfc1 Tc8 17.Cd4 Da5 (després de 17...Ca4, el sacrifici de dama 18.Dxc8+! condueix a un poderós atac després de 18...Axc8 19.Txc8+ Rd7 20.Tac1 Cc5 21.Ta8! amb variants de fantasia tals com ara 21...Dxb2 22.Cb3! Dxe2 23.Axc5 Dxa2 24.Ab6! Ad6 25.Txa7 amb avantatge de les blanques, o 21...a6 22.b3! f5 23.a3! Dxa3 24.Ab5+ Re7 25.Cxf5+ Rf7 26.Ae8+ Rg8 27.Ce7+! Axe7 28.Ag6+ Af8 29.Txf8+! Rxf8 30.Axc5+ i les blanques guanyen.) 18.a3 Dd8 19.Ab5! (amenaçant de guanyar amb 20.b4.) 19...Ta8 (abandonar la columna-c porta problemes) 20.b4 Ca6? (un error, però després de 20...Axb5 21.Cxb5 a6 22.Cd4 Ce4 23.f3 Cg5 24.Dc7 Tb8 25.Cb3 Ae7 26.Aa7 les blanques haurien de guanyar igualment) 21.Cxe6! fxe6 22.Axa6 b6 (admetent la mala posició. Les blanques fan mat després de 22...bxa6 23.Dg6+ Re7 24.Ac5 mat.) 23.Dg6+ Re7 24.Tc3 De8 25.Dg4 Rf7 26.Ad3 Rg8 27.Ag6 Dd8 28.Tac1 (les negres gairebé no es poden moure) 28...a5 29.b5 (una altra línia guanyadora és 29.Tc7, per exemple després de 29...axb4 les blanques desvien la dama negra del peó-e6 amb 30.Txd7! Dxd7 31.Tc7! Txa3 32.g3, ja que 32...Dxc7 permet 33.Qxe6+ i les blanques fan mat; o després de 29...Ac5 30.Df3 Ae8 31.Af7+ Rh7 32.Dg4 Tf8 33.Axh6! les blanques aviat arriben al mat.) 29...Ac5 30.Axc5 bxc5 31.Txc5 De7 32.b6 Tb8 33.b7 Df8 (33...Txb7 es troba amb 34.Tc8+!) 34.Tc7 i les negres abandonen.
D'altres partides notables són:
- David Navara vs Zdenko Kozul, 37a Olimpíada d'escacs 2006, Defensa siciliana, atac Richter-Rauzer, defensa 7...a6, 8...Ad7 (B67), 1-0. Ambdós bàndols estan atacant, però Navara és el primer a fer el mat.
- David Navara vs Peter Svidler, 37a Olimpíada d'escacs 2006, gambit de dama refusat, Eslava (D16), 1-0. La ruptura típica 19. d5! va seguida d'una bonica combinació per acabar la partida.
- Ivan Cheparinov vs David Navara, Campionat d'Europa per equips, obertura Ruy López. Un espectacular i inesperat sacrifici de dama 27...Df2!!
- Alexander Moiseenko vs David Navara, Copa del món d'escacs de 2011, defensa índia de dama. Després d'una llarga lluita, Navara oferí taules en posició guanyadora. Abans, durant la partida, Navara havia tocat accidentalment una peça, però Moiseenko no havia insistit en la regla de la "peça tocada" que li hauria atorgat el punt sencer. Moiseenko va ser després totalment superat per Navara, qui li va oferir les taules quan al tauler ja hi havia una posició de mat forçat.